# Maurice Pialat
Maurice Pialat (31. srpna 1925 Cunlhat – 11. ledna 2003 Paříž) byl francouzský režisér, scenárista a herec. Svou kariéru zahájil v padesátých letech. Natočil řadu krátkometrážních filmů, často dokumentárních. Svůj první celovečerní snímek Nahé dětství natočil v roce 1968 podle scénáře, který napsal se svou přítelkyní Arlette Langmann. Za se později podílela na řadě jeho dalších filmů, ať už jako scenáristka, tak i jako střihačka. Několik jeho filmů je autobiografických, například Loulou (1980). Za svůj život natočil celkem deset celovečerních filmů. Poslední z nich byl uveden osm let před jeho smrtí.

## Filmografie
Celovečerní filmy
- Nahé dětství (1968)
- Nous ne vieillirons pas ensemble (1972)
- Otevřená tlama (1974)
- Passe ton bac d'abord (1978)
- Loulou (1980)
- Našim láskám (1983)
- Policie (1985)
- Pod sluncem Satanovým (1987)
- Van Gogh (1991)
- Le garçu (1995)